# Benjamin Zephaniah
Benjamin Obadiah Iqbal Zephaniah (ur. 15 kwietnia 1958 w Birmingham zm. 7 grudnia 2023) – brytyjski poeta, pisarz, muzyk reggae, a także działacz społeczny i polityczny. Był rastafarianinem, weganinem oraz anarchistą. W 2008 The Times umieścił go na liście największych brytyjskich pisarzy po 1945.

## Życiorys
Urodził się 15 kwietnia 1958 w dzielnicy Handsworth w Birmingham. Jego ojciec pochodził z Barbadosu i pracował jako listonosz, a matka, urodzona na Jamajce, była pielęgniarką. Szkołę opuścił w wieku 13 lat z powodu dysleksji. Swój pierwszy odczyt poezji miał już w wieku 11 lat, a gdy skończył 15 lat, był już dość dobrze znany w swojej dzielnicy, pośród mniejszości afro-karaibskiej i azjatyckiej.
Swoją muzyczną karierę rozpoczął w 1982 wydając album Rasta. Był to okres, kiedy związał się z rastafarianizmem, który wywarł duży wpływ na tworzoną przez niego muzykę. W ciągu swojej kariery muzycznej współpracował m.in. z takimi wykonawcami jak: Bomb the Bass, Dubioza kolektiv, Sinéad O’Connor.
Był weganinem oraz wspierał różne organizacje walczące o prawa zwierząt. Był członkiem honorowym The Vegan Society oraz organizacji Viva! (Vegetarian International Voice for Animals)  Zaangażowany w działania anty-homofobiczne Amnesty International na Jamajce. Współpracował także na polu antyrasistowskim z Newham Monitoring Project. Chociaż był rastafarianinem, nie palił marihuany od kiedy skończył 30 lat.
Obecnie należy do najbardziej znanych poetów brytyjskich. W 2003 nie przyjął królewskiego Orderu Imperium nadanego mu przez królową Elżbietę II, przyznanego mu za osiągnięcia w dziedzinie literatury. W uzasadnieniu swojej decyzji stwierdził, że jest przeciwnikiem Imperium Brytyjskiego. W wywiadzie dla The Guardian powiedział: "Ja? Order Imperium dla mnie? Wściekam się, gdy słyszę słowo Imperium; przypomina mi ono niewolnictwo i tysiące lat brutalności...Order dla Benjamina Zephaniaha – nie ma mowy panie Blair, w żadnym razie królowo. Jestem głębokim przeciwnikiem Imperium". Jako zadeklarowany anarchista, Benjamin Zephaniah opowiadał się za dezintegracją Wielkiej Brytanii. Wzywał m.in. do nauki języka walijskiego w szkołach powszechnych. Był przeciwnikiem obecności Wielkiej Brytanii w Unii Europejskiej.
Otrzymał tytuł doktora honoris causa University of North London (1998), Birmingham City University (1999), Staffordshire University (2001), London South Bank University (2003), University of Exeter (2006), University of Westminster (2006) oraz University of Birmingham (2008).

## Twórczość literacka

### Poezja
- Pen Rhythm (1980)
- The Dread Affair: Collected Poems (1985; Arena)
- City Psalms (1992; Bloodaxe Books)
- Inna Liverpool (1992; AK Press)
- Talking Turkeys (1995; Puffin Books)
- Propa Propaganda (1996; Bloodaxe Books)
- Funky Chickens (1997; Puffin)
- School's Out: Poems Not for School (1997; AK Press)
- Funky Turkeys (Audiobook) (1999; AB hntj)
- White Comedy
- Wicked World! (2000; Puffin)
- Too Black, Too Strong (2001; Bloodaxe Books)
- The Little Book of Vegan Poems (2001; AK Press)

### Proza
- Face (1999; Bloomsbury)
- Refugee Boy (2001; Bloomsbury)
- gangsta rap (2004; Bloomsbury)
- Teacher’s Dead (2007; Bloomsbury)
- Terror Kid (2014; Bloomsbury)

### Książki dla dzieci
- We are Britain (2002; Frances Lincoln)
- Primary Rhyming Dictionary (2004; Chambers Harrap)
- J is for Jamaica (2006; Frances Lincoln)
- My Story (2011; Collins)
- When I Grow Up (2011; Frances Lincoln)

### Dramaty
- Playing the Right Tune (1985)
- Job Rocking (1987)
- Delirium (1987)
- Streetwise (1990)
- Mickey Tekka (1991)
- Listen to Your Parents (2003)
- Face: The Play (razem z Richardem Conlonem)

### Inne
- Kung Fu Trip (2011; Bloomsbury)
- The Life And Rhymes of Benjamin Zephaniah (2018; Simon & Schuster)

## Dyskografia

### Albumy
- Rasta (1982; Upright)
- Us An Dem (1990; Island)
- Back to Roots (1995; Acid Jazz)
- Belly of De Beast (1996; Ariwa)
- Naked (2005; One Little Indian)
- Naked & Mixed-Up (2006; One Little Indian)
- Revolutionary Minds (2017; Fane Productions)

### Minialbumy
- Dub Ranting (1982; Radical Wallpaper)

## Filmografia
- Didn't You Kill My Brother? (1987) jako Rufus
- Farendj (1989) jako Moses
- Dread Poets' Society (1992) jako Andy Wilson
- Truth or Dairy (1994) jako on sam
- Crucial Tales (1996) jako ojciec Richarda
- Making the Connection (2010) jako on sam
- Peaky Blinders (2013–) jako Jeremiah Jesus